# Petar Genov
Petar Genov   (Plòvdiv, 5 d'abril de 1970) és un jugador d'escacs búlgar que té el títol de Gran Mestre des de 2002.
El seu pare li va ensenyar a jugar als escacs als 7-8 anys. Va guanyar el campionat d'escacs búlgar els anys 1993 i el 1999 i va jugar amb Bulgària a la 35a Olimpíada d'escacs a Bled 2002. El mateix any va guanyar el torneig d'Herceg Novi. El 2004, va empatar al primer lloc amb Vadim Malakhatko al 3r Condom Chess Open.
Està casat amb la Mestra Internacional Femenina Lyubka Genova.